# ألعاب القوى في دورة ألعاب الكومنولث 2022 – سباق 4 × 100 متر تتابع للسيدات
سباق 4 × 100 متر تتابع للسيدات أقيم ضمن برنامج ألعاب القوى في دورة ألعاب الكومنولث 2022 على ملعب ألكسندر يومي 6-7 أغسطس 2022. في 14 يوليو 2023، تأكّد استبعاد الفريق النيجيري لمخالفته قواعد مكافحة المنشطات. ونتيجةً لذلك رُقّيت إنجلترا إلى الميدالية الذهبية، وجامايكا إلى الفضية، وأستراليا إلى البرونزية.

## الأرقام القياسية
قبل هذه البطولة، كانت الأرقام القياسية العالمية والألعابية كما يلي:
| الأرقام القياسية قبل ألعاب الكومنولث 2022 | الأرقام القياسية قبل ألعاب الكومنولث 2022                                            | الأرقام القياسية قبل ألعاب الكومنولث 2022 | الأرقام القياسية قبل ألعاب الكومنولث 2022 | الأرقام القياسية قبل ألعاب الكومنولث 2022 |
| ----------------------------------------- | ------------------------------------------------------------------------------------ | ----------------------------------------- | ----------------------------------------- | ----------------------------------------- |
| الرقم القياسي العالمي                     | الولايات المتحدة · (تيانا ماديسون، أليسون فيليكس، بيانكا نايت، كارميليتا جيتر)       | 40.82                                     | لندن، المملكة المتحدة                     | 10 أغسطس 2012                             |
| رقم ألعاب الكومنولث                       | جامايكا · (بريانا ويليامز، إيلين طومسون-هيرا، شيلي-آن فريزر-برايس، شيريكا جاكسون)    | 41.02                                     | طوكيو، اليابان                            | 6 أغسطس 2021                              |
| رقم ألعاب الكومنولث                       | جامايكا · (كيرون ستيوارت، فيرونيكا كامبل-براون، شيلوني كالفيرت، شيلي-آن فريزر-برايس) | 41.83                                     | غلاسكو، اسكتلندا                          | 02 أغسطس 2014                             |

## الجدول
كان الجدول كما يلي:
| التاريخ       | الوقت | الجولة        |
| ------------- | ----- | ------------- |
| 06 أغسطس 2022 | 12:15 | الجولة الأولى |
| 07 أغسطس 2022 | 12:54 | النهائي       |

## النتائج

### الجولة الأولى
يتأهل من تصفيات الجولة الأول إلى الجولة النهائي، أول ثلاثة فرق من كل جولة مباشرة ، ثم يتم أكمل فرق جولة النهائية بإختيار أسرع ثاني فرق (غير مباشرة) إلى النهائي.

#### التصفيات الأولى
| المركز | المسار | البلد          | فريق التتابع                                                       | الوقت | ملاحظات |
| ------ | ------ | -------------- | ------------------------------------------------------------------ | ----- | ------- |
| 1      | 4      | جامايكا (JAM)  | كيمبا نيلسون، ناتاليا وايت، ريمونا بورشيل، رونيشا ماكغريغور        | 43.66 | Q       |
| 2      | 7      | الهند (IND)    | دوتي تشاند، هيما داس، سراباني ناندا، جيوثي ياراجي                  | 44.45 | Q       |
| 3      | 5      | إسكتلندا (SCO) | ريبيكا ماثيسون، أليشا ريس، سارة مالون، تايلا سبنس                  | 45.39 | Q       |
| 4      | 6      | سنغافورة (SGP) | شانتي بيريرا، نور إزلين زيني، كوجابريا تشاندران، برنيس ليو يي لينغ | 45.58 | SB      |
| 5      | 3      | مالطا (MLT)    | كلير أزوباردي، جانيت ريتشارد، كارلا سيكلونا، شارلوت وينجفيلد       | 45.59 | NR      |
| 6      | 2      | المالديف (MDV) | مريم حسين، رفاعة محمد، عائشة حسن، أمينة محمد                       | 49.19 | NR      |

#### التصفيات الثانية
| المركز | المسار | البلد                     | فريق التتابع                                                           | الوقت | ملاحظات |
| ------ | ------ | ------------------------- | ---------------------------------------------------------------------- | ----- | ------- |
| 1      | 7      | نيجيريا (NGR)             | جوي أودو-جابرييل، فافور أوفيلي، روزماري تشوكووما، نزوبيشي غريس نووكوشا | 42.57 | Q       |
| 2      | 2      | إنجلترا (ENG)             | أشا فيليب، إيماني لارا لانسيكو، بيانكا ويليامز، أشلي نيلسون            | 42.72 | Q, SB   |
| 3      | 3      | أستراليا (AUS)            | ميا غروس، بري ماسترز، جاسينتا بيتشر، نا أنانغ                          | 43.47 | Q       |
| 4      | 4      | ترينيداد وتوباغو (TTO)    | خليفة سانت فورت، موريشيا برييتو، عقيلة لويس، ميشيل لي أهي              | 43.48 | q, SB   |
| 5      | 6      | غانا (GHA)                | ماري بواكي، لطيفة علي، جفتي أوكو، هالوتي هور                           | 44.32 | q, SB   |
| 6      | 5      | بابوا غينيا الجديدة (PNG) | أدرين موناجي، تويا ويسيل، إيسيلا أبكب، ليوني بيو                       | 45.38 | NR      |

## النهائي
تم إعادة تحديد الميداليات في المباراة النهائية، بعدما أعلن اتحاد ألعاب الكومنولث حصول إنجلترا على الميدالية الذهبية لسباق التتابع 4 × 100 متر للسيدات في دورة ألعاب الكومنولث 2022 بعد إلغاء نتيجة الفريق النيجيري الفائزة بالسباق. حيث جاء الفريق الإنجليزي في المركز الثاني في سباق 100 متر في دورة برمنغهام. وأوقفت وحدة نزاهة ألعاب القوى لاحقًا العداءة النيجيرية نزوبيتشي غريس نوكوتشا مؤقتًا لاستخدامها مواد محظورة.
| المركز | المسار | البلد                  | فريق التتابع                                                      | الوقت | ملاحظات |
| ------ | ------ | ---------------------- | ----------------------------------------------------------------- | ----- | ------- |
| الأول  | 5      | إنجلترا (ENG)          | أشا فيليب، إيماني لارا لانسيكو، بيانكا ويليامز، داريل نيتا        | 42.41 | SB      |
| الثاني | 6      | جامايكا (JAM)          | كيمبا نيلسون، ناتاليا وايت، ريمونا بورشيل، إلين تومسون-هيرا       | 43.08 |         |
| الثالث | 8      | أستراليا (AUS)         | إيلا كونولي، بري ماسترز، جاسينتا بيتشر، نا أنانج                  | 43.16 |         |
| 4      | 7      | الهند (IND)            | دوتي تشاند، هيما داس، سراباني ناندا، جيوثي ياراجي                 | 43.81 |         |
| 5      | 2      | ترينيداد وتوباغو (TTO) | خليفة سانت فورت، ميشيل لي أهي، موريشيا برييتو، ليا برتراند        | 43.86 |         |
| 6      | 3      | غانا (GHA)             | ماري بواكي، لطيفة علي، جيفتي أوكو، حلوتي حور                      | 44.86 |         |
| 7      | 9      | إسكتلندا (SCO)         | ريبيكا ماثيسون، أليشا ريس، سارة مالون، تايلا سبنس                 | 45.01 |         |
| -      | 4      | نيجيريا (NGR)          | توبي أموسان، فافور أوفيلي، روزماري تشوكوما، نزوبيتشي غريس نووكوشا | 42.10 | DQ      |